# آنخل لافیتا
آنخل لافیتا (انگلیسی: Ángel Lafita؛ زادهٔ ۷ اوت ۱۹۸۴) یک بازیکن فوتبال اهل اسپانیا است.
از باشگاه‌هایی که در آن بازی کرده‌است می‌توان به باشگاه فوتبال رئال ساراگوسا، دپورتیوو لاکرونیا و ختافه اشاره کرد.